# Schulendorf
Schulendorf là một đô thị thuộc huyện Lauenburg, trong bang Schleswig-Holstein, nước Đức. Đô thị Schulendorf có diện tích 11,39 km², dân số thời điểm 31 tháng 12 năm 2006 là 475 người.